# Friedrich Haselmayr

Friedrich Haselmayr

Friedrich Haselmayr (* 11. April 1879 in Kirchenlaibach; † 18. Juni 1965 in Lochham) war ein deutscher Politiker der NSDAP, Historiker, Generalleutnant und SA-Gruppenführer.

## Leben
Haselmayr war der Sohn eines Bezirksgeometers. Er heiratete 1911 Amalie Ott, mit der er zwei Kinder hatte.

### Kaiserreich
Nach dem Besuch des Humanistischen Gymnasiums in Passau trat Haselmayr am 16. Juli 1897 als Zweijährig-Freiwilliger in das 16. Infanterie-Regiment „Großherzog Ferdinand von Toskana“ der Bayerischen Armee ein. Nach dem Besuch der Kriegsschule München wurde er am 10. März 1899 zum Leutnant befördert. Von 1907 bis 1910 absolvierte Haselmayr die Bayerische Kriegsakademie, die ihm die Qualifikation für die höhere Adjutantur, den Referats- und Militäreisenbahndienst sowie das Lehrfach und den Generalstab aussprach. Ab 1. Oktober 1912 war er als Hilfslehrer an der Kriegsakademie tätig und wurde im Jahr darauf zum Hauptmann befördert.
Als solcher war Haselmayr bei Ausbruch des Ersten Weltkriegs Führer der 7. Kompanie des Reserve-Infanterie-Regiments 2. Mit dem Regiment kam er in der Folge an der Westfront in Frankreich zum Einsatz und stieg zum Bataillonsführer auf. Am 6. Juli 1915 wurde Haselmayr zum Adjutant der 1. Landwehr-Division ernannt. Mit dem Großverband lag er im Stellungskrieg in Lothringen. Knapp zwei Jahre später wurde er von diesem Kommando entbunden und zu den Offizieren in besonderer Stellung versetzt sowie dem Generalkommando z. b. V. Nr. 63 zugeteilt. Den Rest des Krieges verbrachte Haselmayr in verschiedenen Stabsverwendungen. Am 18. August 1918 wurde er zum Major befördert. Für seine Leistungen hatte man ihn mit beiden Klassen des Eisernen Kreuzes sowie dem Militärverdienstorden IV. Klasse mit Schwertern und Krone ausgezeichnet.

### Zwischenkriegszeit
Nach Kriegsende wurde Haselmayr zunächst ab Anfang Dezember 1918 als Adjutant beim Generalkommando des I. Armee-Korps verwendet. Nach der Auflösung des Generalkommandos war er vier Monate lang Wehrkommissar bei der Regierung von Niederbayern in Landshut. Anschließend wurde Haselmayr in die Vorläufige Reichswehr übernommen und im Stab des II. Bataillons des Reichswehr-Infanterie-Regiments 45 in Würzburg eingesetzt. Zugleich war er von Februar bis Mai 1920 stellvertretender Kommandeur des II. Bataillons. Ende August 1920 beauftragte man ihn mit der Führung des III. Bataillons. Am 1. Oktober 1920 wurde er als Bataillonskommandeur bestätigt. Mit der Bildung der Reichswehr übernahm Haselmayr am 1. Januar 1921 das II. Bataillon des 20. (Bayerischen) Infanterie-Regiments in Passau. Haselmayr wurde dann am 1. Oktober 1923 nach München versetzt und als Lehrer in der Führergehilfenausbildung beim Stab der 7. (Bayerischen) Division eingesetzt. Obwohl aktiver Offizier, beteiligte er sich im November 1923 an dem gegen die Republik gerichteten Hitlerputsch, wofür er später mit dem Blutorden der NSDAP ausgezeichnet wurde. Die Putschbeteiligung blieb für Haselmayr zunächst ohne Folgen. Am 1. Februar 1924 wurde er zum Oberstleutnant befördert und 1926 in den Generalstab der 7. (Bayerischen) Division versetzt. Von dort kam Haselmayr 1927 in den Stab der Kommandantur München. Erst am 31. Januar 1928 wurde er unter Verleihung des Charakters als Oberst auf Veranlassung von General der Infanterie Wilhelm Heye und Oberst Wilhelm Adam aus der Reichswehr entlassen.
Zum 1. April 1928 trat er der NSDAP bei (Mitgliedsnummer 85.034). Nach seinem Ausscheiden aus dem Militärdienst studierte er von 1928 bis 1930 Geschichte, Staats- und Völkerrecht an der Universität München. Im September 1932 übernahm er den Posten des Obersten Geschäftsführers des Wehrpolitischen Amtes der NSDAP. Als Angehöriger der SA erreichte er im April 1933 mindestens den Rang eines SA-Gruppenführers.
Im Frühjahr 1933 wurde Haselmayr bayerischer Landtagsabgeordneter und Stellvertreter des Reichsleiters von Epp. Im November desselben Jahres wurde er außerdem Mitglied des – zu dieser Zeit zu einem reinen Kulissenorgan ohne eigenständige Machtbefugnisse herabgestuften – Reichstages, dem er bis zum März 1936 angehörte. Zwar kandidierte er bei der Reichstagswahl am 29. März 1936 erneut, erhielt aber kein Mandat.
Haselmayr gründete 1935 die „Arbeitsgemeinschaft für Wehrgeistige Forschung“ und befand sich 1936 im Sachverständigenbeirat des „Reichsinstituts für Geschichte des neuen Deutschlands“. Gemeinsam mit Abrecht von Freyberg war er Leiter der deutschen Sektion der New Commonwealth Society. Als Leiter des Wehrpolitischen Amtes der NSDAP war er somit auch am Versuch der propagandistischen Instrumentalisierung dieser auf Abrüstungsstrategien orientierten Organisation beteiligt.

### Zweiter Weltkrieg
Am 25. Juli 1935 wurde ihm der Charakter als Generalmajor verliehen. Zwei Jahre später wurde Haselmayr am 1. Juli 1938 zur Verfügung des Heeres der Wehrmacht gestellt. Erst während des Zweiten Weltkriegs wurde er mit einem Kommando betraut und vom 20. Juni bis 30. August 1940 beim Generalstab eines Generalkommandos z. b. V. bzw. bei der Kommandantur der Kriegsgefangenen in Frankreich verwendet. Bis zum 26. Dezember 1941 befehligte Haselmayr anschließend die Feldkommandantur 569 und erhielt in dieser Stellung das Patent als Oberst am 1. Dezember 1940 sowie das als Generalmajor am 7. Juli 1941. Dann war Haselmayr an der Ostfront Befehlshaber der Oberfeldkommandantur 579 in Wolhynien. Am 1. Dezember 1942 wurde er in die Führerreserve überstellt. Am 1. Januar 1943 wurde er schließlich noch zum Generalleutnant z.V. befördert, um am 31. Januar 1943 aus dem aktiven Dienst auszuscheiden. Von Juli 1945 bis zum 28. Juni 1947 befand er sich in Kriegsgefangenschaft.

### Nachkriegsjahre
Nach der Heimkehr aus der Gefangenschaft lebte Haselmayr in Lochham im Ruhestand und betätigte sich wieder als Autor. Zwischen 1955 und 1964 veröffentlichte er das mehrteilige Werk Diplomatische Geschichte des zweiten Reichs von 1871–1918.

## Schriften (Auswahl)
- Deutschlands Recht auf Wehrverstärkung. München 1931.
- Materialien zur deutschen Sicherheit. Berlin 1935
- Die Wehrmacht. aus: Die Verwaltungs-Akademie. 7. Auflage, Berlin 1939
- Diplomatische Geschichte des zweiten Reichs von 1871–1918. 7 Bände, München 1955–1964.